# Hellinsia curvisacculus
Hellinsia curvisacculus – gatunek motyla z rodziny piórolotkowatych.

## Taksonomia
Gatunek ten opisany został po raz pierwszy w 2016 roku przez Ceesa Gielisa na łamach „Boletín de la Sociedad Entomológica Aragonesa”. Jako lokalizację typową wskazano Reserva Serra Bonita w Camacan w brazylijskim stanie Bahia.

## Morfologia
Motyl osiągający od 19 do 22 mm rozpiętości skrzydeł. Głowę ma ochrowo-białą z jasnobrązową twarzą oraz bladoochrowobrązowymi, krótko orzęsionymi czułkami. Sterczące głaszczki wargowe są jasnoochrowe, miejscami z brązowymi łuskami. Jasnoochrowobiały tułów ma jasnobrązowy kołnierz i bladoochrowobiałe tegule. Skrzydło przednie powcinane jest do ⅔ długości. Ubarwienie wierzchu ma białoochrowe z jasnobrązowymi kropkami, spodu jasnobrązowe, a strzępiny jasnoszaroochrowe. Skrzydło tylne jest bladobrązowobiałe z wierzchu, jasnobrązowe od spodu, bladobrązowobiałe na strzępinach i opatrzone ciemnordzawobrązowymi do czarniawobrązowych łuskami na żyłkach. Odnóża są białoochrowe. Te tylnej pary mają po dwie pary ostróg, z których środkowe są dłuższe niż boczne, a proksymalne dłuższe niż dystalne. Jasnoochrowobiały odwłok ma dwie jasnobrązowe linie podłużne na grzbietowej stronie. 
Samiec ma niesymetrycznie zbudowane walwy – lewa jest zaopatrzona w zakrzywiony wyrostek sakularny, prawa natomiast ma wyrostek sakularny prostokątnie zagięty w ⅓. Poza tym jego genitalia cechują się dwupłatowym tegumenem, zakrzywionym unkusem długości połowy tegoż, tępą jukstą z dwoma niesymetrycznymi ramionami anellusa, łukowato wygiętym winkulum oraz stopniowo ku szczytowi zwężonym edeagusem bez cierni.
Genitalia samicy mają kolikulum o długości równej szerokości wykrojonego ostium, zaopatrzone w parę małych sklerytów podłużnych. Torebka kopulacyjna jest pęcherzowata, pozbawiona znamienia, o czterokrotnie dłuższym niż szerokim przewodzie. Przewód nasienny jest smukły, dłuższy od torebki i ostro zakończony. Płytki postwaginalnej brak, natomiast szeroka płytka antewaginalna ma po bokach przydatki przednie o długości ⅔ warg pokładełka, pośrodku prostokątne rozszerzenie, a w kątach przednich cierniopodobne wypustki. Przydatki tylne osiągają niemal dwukrotność długości warg pokładełka.

## Ekologia i występowanie
Owad neotropikalny, endemiczny dla Brazylii, znany ze stanów Bahia i Minas Gerais. Spotykany na rzędnych od 800 do 1300 m n.p.m. Osobniki dorosłe latają od stycznia do września.